# Роберт Менассе
Роберт Менассе (нім. Robert Menasse; нар. 21 червня 1954, Відень) — австрійський письменник.

## Життєпис
Студентом Менассе вивчав германістику, філософію та політологію у Відні, Зальцбурзі та Мессіні. У 1980 році від захистив дисертацію «Der Typus des Außenseiters im Literaturbetrieb. Am Beispiel Hermann Schürrer» («Фенотип аутсайдера в літературі»).

### Ранні роки
З 1981 до 1988 року Менассе працював молодшим лектором Інституті літературної теорії Університеті Сан-Паулу, що в Бразилії. В той же час починає працювати публіцистом-фрілансером, колумністом і перекладачем новел з португальської на німецьку.
Його перша новела «Sinnliche Gewissheit» («Чуттєва впевненість»), опублікована в 1988 році, є напівавтобіографічним оповіданням про австрійців, що проживають в екзилі в Бразилії.
Журнал «Literatur und Kritik» друкує першу поему Менассе («Kopfwehmut») у 1989 році.

### Сучасність
Його наступні новели «Selige Zeiten, brüchige Welt» (у перекладі «Блаженні часи, крихкий мир», вийшла 1991 року, перекладена англійською як «Wings of Stone» або «Кам'яні крила» ISBN 0-7145-4295-4), «Schubumkehr» (1995, англ. Reverse Thrust) та «Die Vertreibung aus der Hölle» («Вигнання з пекла», 2001 рік). У 1990 році Роберт Менассе став першим письменником, якого було номіновано на премію «Heimito von Doderer Prize». Після повернення до Європи з Бразилії, Менассе проживає у Берліні, Відні та Амстердамі. Нині проживає з дружиною в австрійській столиці.

## Тематика творів
Мова Менассе зазвичай сповнена тонкого сарказму і жартів. Частими темами його творів є самотність і відчуження у стосунках людей через обставини, в яких доводиться жити його персонажу. Менассе часто критикує латентний антисемітизм, який досі так чи інакше поширено у німецькомовних країнах.
Також Менассе написав кілька есе про Австрію (особливо про австрійську ідентичність та історію; «Land ohne Eigenschaften» (у перекладі «Земля без особливостей», 1992 рік). Нещодавно написаний твір про майбутнє Європи та ЄС, що критикує рухи націоналізації (особливо в Німеччині, але також і в останніх країнах) та рухи проти євроінтеграції, які є реакцією на економічну кризу 2007—2008 та її наслідки (Європейська боргова криза, твір «Der europäische Landbote», 2012 рік). З 2011 року Менассе був куратором письменників у фондації на Шрі-Ланці.

## Нагороди
- Heimito von Doderer Prize 1990
- Alexander Sacher Masoch Prize 1994
- Österreichischer Staatspreis für Kulturpublizistik 1998
- Joseph Breitbach Prize 2002
- Friedrich Hölderlin Prize 2002
- Lion Feuchtwanger Prize 2002
- Marie Luise Kaschnitz Prize 2002[2]
- Erich Fried Prize 2003[3]
- Німецька книжкова премія (2017)